# Народный учитель Республики Татарстан
Народный учитель Республики Татарстан (тат. Татарстан Республикасы Халык укытучысы) — почётное звание Республики Татарстан. Учреждено законом Республики Татарстан от 24 марта 2004 года № 25-ЗРТ «О государственных наградах Республики Татарстан».

## Основания награждения
Звание присваивается Президентом Республики Татарстан учителям, преподавателям, воспитателям и другим работникам образовательных учреждений, которые внесли выдающийся вклад в образование и получили широкое общественное признание.
Присваивается, как правило, не ранее чем через пять лет после присвоения почётного звания «Заслуженный учитель Республики Татарстан».